# Sphecodes arequipae
Sphecodes arequipae là một loài Hymenoptera trong họ Halictidae. Loài này được Meyer mô tả khoa học năm 1925.